# Sea Venture (schip, 1930)
De Sea Venture was een Brits stoomvrachtschip van 2.327 ton, dat in de Tweede Wereldoorlog door een Duitse onderzeeboot tot zinken werd gebracht.

## Geschiedenis
De Sea Venture werd gebouwd in 1930 bij Swan, Hunter & Wigham Richardson Ltd, Wallsend, Sunderland. De eigenaar was Dover Navigation Co Ltd, Londen, met Dover als thuishaven. Het vrachtschip was geladen met 3.000 ton steenkool en vertrok in oktober 1939 vanaf de Tyne, Noord-Engeland, naar Tromsø, Noorwegen.
Om 10.58 uur op 20 oktober 1939, onderschepte de U-34, onder bevel van Wilhelm Rollmann, op ongeveer 50 kilometer ten noordoosten van de Shetlandeilanden de Sea Venture, met kapitein Charles Swanson Tate als gezagvoerder, en trachtte het te doen stoppen met drie schoten voor de boeg met het snelvuurkanon. Het vrachtschip probeerde te ontsnappen en schoot onnauwkeurig terug. Na beschietingen met het snelvuurkanon dwong de onderzeeër de Britse bemanning omstreeks 11.23 uur het vrachtschip te verlaten in hun reddingssloepen. De  Sea Venture werd uiteindelijk omstreeks 13.40 uur tot zinken gebracht door een torpedo van de U-boot in positie 60°50' N. en 00°15' O. Er vielen geen slachtoffers. Kapitein Charles Swanson Tate en 24 bemanningsleden werden opgepikt door de reddingsboot van Lerwick die hen naar de Shetlandeilanden bracht.